# Xã Swede Creek, Quận Riley, Kansas
Xã Swede Creek (tiếng Anh: Swede Creek Township) là một xã thuộc quận Riley, tiểu bang Kansas, Hoa Kỳ. Năm 2010, dân số của xã này là 155 người.